# キャッスル・オブ・グッドホープ
キャッスル・オブ・グッドホープ（英語: Castle of good hope）は、南アフリカ共和国西ケープ州ケープタウンにある要塞跡。現在は南アフリカ陸軍の西ケープ司令部が置かれている。

## 歴史
1666年から1679年にかけてオランダ東インド会社によって建設され、南アフリカで最古の建築物といわれる。東インド会社総督の居住地として使用されていた。